# Distrito de Argo
Argo es uno de los 28 distritos en los que está dividida la provincia de Badakhshan de Afganistán. Se creó en 2005 al ser segregado del de Faizabad, que queda a su este y cuya ciudad principal es la capital provincial. Tiene una población de aproximadamente 45.000 habitantes.
El 2 de mayo de 2014, un corrimiento de tierras afectó a las localidad de Aab Barik provocando numerosos muertos.